# DJ Korsakoff
Lindsay Van Den Eng (Akersloot, 25. srpnja 1983.), nizozemska je hardcore/gabber producentica i DJ-ica.
S naslovima "Separated World" i "Tamara" objavljanim u diskografskoj kući Third Movement, Korsakoff je poznata postala u Nizozemskoj, Njemačkoj, Italiji i Španjolskoj. U godinu dana uspjela je stvoriti potpuno novu kategoriju na glazbenoj sceni.
Počela je nastupati pred 18.000 ljudi na pozornici Thialf 18. rujna 2003. te je zatim nastavila svoj put kroz sudjelovanje u velikim nastupima kao što su Thunderdome 4. prosinca 2003. ili Masters of Hardcore 2004. godine.
Lindsay je ostvarila puno uspjeha kao što su "At Work", "Still Wasted", "Spring", "My Empty Bottle", itd. Na vrh top ljestvica našla se pjesma "Unleash The Beast" koju je producirala s DJ Outblastom.

## Vanjske poveznice
- Diskografija
- Službena stranica  Arhivirana inačica izvorne stranice od 12. veljače 2010. (Wayback Machine)
- Facebook stranica
- MySpace stranica
- Twitter stranica